# Croton disjunctus
Croton disjunctus là một loài thực vật có hoa trong họ Đại kích. Loài này được V.W.Steinm. mô tả khoa học đầu tiên năm 2000 publ. 2001.